# Triángulo de Kanizsa

Triángulo de Kanizsa.

El Triángulo de Kanizsa es una ilusión óptica descrita por primera vez por el psicólogo italiano Gaetano Kanizsa en 1955. En la figura se percibe un triángulo equilátero blanco, pero de hecho no existe ninguno. Este efecto es conocido como contorno subjetivo o ilusorio. También, este triángulo blanco inexistente parece ser más brillante que el área circundante pero, de hecho, tiene el mismo brillo del fondo.